# Edvard Fallesen
Morten Edvard Fallesen (29. januar 1817 i København – 6. juli 1894 i Ville d'Avray, Paris) var en dansk officer, politiker og teaterchef.
Fallesen var søn af præsten Lorentz Nikolai Fallesen. Han blev i 1834 privat dimitteret til Universitetet af senere overlærer Krebs, tog 1835 Anden Eksamen, gik på Den Kongelige Militære Højskole og udnævntes 1846 til premierløjtnant i artilleriet. Han deltog med hæder i begge de slesvigske felttog, var med i mange træfninger, fx ved Dybbøl, Isted og Bustrup, og gjorde sig stedse bemærket ved sin koldblodighed og sit mod. Han blev kaptajn 1853 og var ved krigens udbrud 1864 batterichef i Rendsborg. Ved hærreduktionen i foråret 1865 trådte Fallesen, hvis helbred var blevet stærkt nedbrudt under det sidste felttog, ud af aktiv tjeneste, blev medlem af den internationale kommission i anledning af Wienerfredens § 19 (værnepligtsforholdene i Hertugdømmerne) og udnævntes 1866 til oberst og chef for Bornholms Væbning samt udskrivningschef for 6. kreds. 
Allerede tidligt begyndte Fallesen at tage del i det politiske liv. Han stillede sig 1858 til valg til Folketinget i Assens, faldt igennem, men valgtes, da hans modstander kort efter døde, ved kåring ved suppleringsvalget. Han repræsenterede Assenskredsen indtil 1866, da han trak sig tilbage for Niels Andersen, og stillede sig samme år i Rønnekredsen, hvor han også valgtes, men fra hvilken kreds han 1869 fortrængtes af Lucianus Kofod. Han blev 1874 landstingsmand for Bornholm og indtog denne stilling til 1882, da han måtte trække sig tilbage, eftersom han da ikke mere havde fast ophold i kredsen. På tinge hørte Fallesen altid til Højrepartiet uden dog derfor at lade sig indrangere blandt de nationalliberale; snarere hævdede han i tingene sin særlige, uafhængige stilling, men stemte dog i alle vigtigere sager med Højre og udmærkede sig som taler ved sit flydende, klare foredrag og sin store slagfærdighed i replikken, egenskaber, der også har lagt sig for dagen i hans publicistiske arbejder. Fallesen har navnlig ved to lejligheder glimret som taler, første gang, da han i anledning af nogle nedsættende ytringer i Folketinget om Hæren tog denne i forsvar med stor varme og styrke, anden gang, da han i et formfuldendt foredrag talte
for dødsstraffens afskaffelse i Danmark uden dog at sejre med sit forslag.
Fallesen blev 1. juli 1876 udnævnt til chef for Det Kongelige Teater og Kapel og arbejdede i denne stilling med stor energi for at afskaffe mangen gammel slendrian, bringe mere liv i virksomheden og skaffe personalet bedre kår. Han var direktør for teatret lige til sin død.
Fallesen blev kammerherre 1872 og fik Kommandørkorset af 2. grad 1876, af 1. grad 1884. Han blev gift 1851 med frk. Pouline Funck og, efter at dette ægteskab var opløst 1858, anden gang med frk. Amanda Flora Mathilde Thomsen (9. december 1835 – 25. juni 1900), datter af postmester i Odense Ove Thomsen og Elisa f. Beyer. Frøken Thomsen debuterede som skuespillerinde på det Kgl. Teater 1. september 1857 som Fru Renaud i Husholdningspolitik, optrådte sidste gang 29. april 1860 og virkede derefter et par sæsoner ved Casinos teater. Edvard Fallesen døde 6. juli 1894.